# Cinclodes albidiventris
A Cinclodes albidiventris a madarak (Aves) osztályának verébalakúak (Passeriformes) rendjébe és a fazekasmadár-félék (Furnariidae) családjába tartozó faj.

## Rendszerezése
A fajt Philip Lutley Sclater angol ornitológus írta le 1860-ban. Besorolása vitatott, eredetileg a Cinclodes fuscus alfaja volt Cinclodes fuscus albidiventris néven, az átsorolását egyes szervezetek még nem fogadták el.

## Előfordulása
Az Andok-hegységben, Kolumbia, Ecuador, Peru és Venezuela területén honos. Természetes élőhelyei a szubtrópusi és trópusi magaslati füves puszták és cserjések, valamint vizes élőhelyek.  Állandó, nem vonuló faj.

## Megjelenése
Testhossza 15–19 centiméter, testtömege 36,2 gramm körüli.

## Természetvédelmi helyzete
Az elterjedési területe nagyon nagy, egyedszáma pedig stabil. A Természetvédelmi Világszövetség Vörös listáján nem fenyegetett fajként szerepel.